# Biologische Station Osterholz
Koordinaten: 53° 13′ 47″ N, 8° 47′ 26″ O

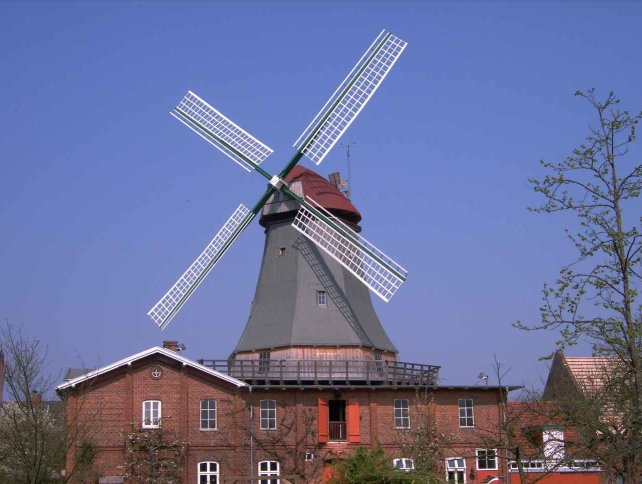
Sitz der BioS in der Mühle von Rönn

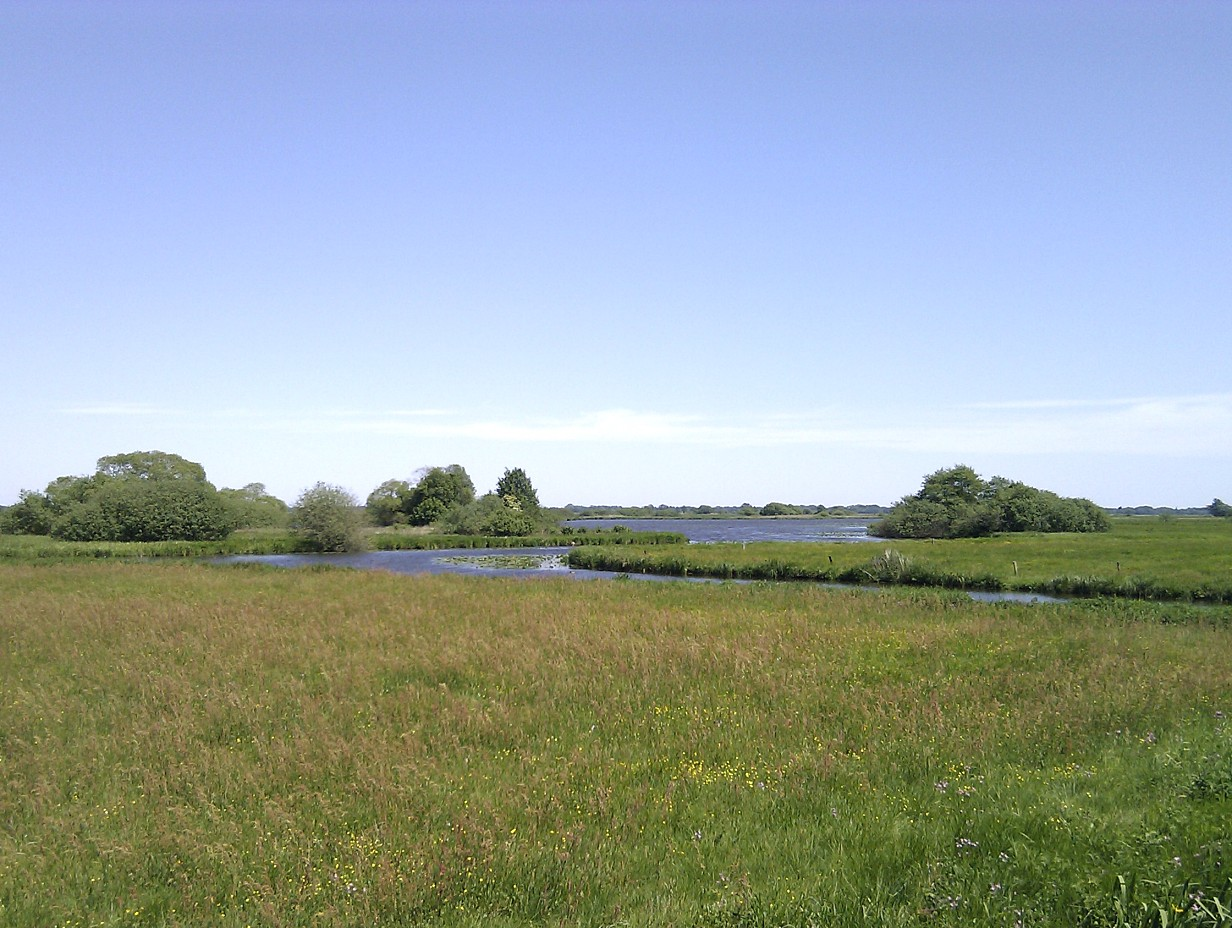
NSG Breites Wasser in der Hammeniederung bei Worpswede

Die Biologische Station Osterholz e.V. (BioS) ist eine regionale Naturschutzvereinigung in Osterholz-Scharmbeck. Hauptaufgabe ist der Arten- und Biotopschutz im Kreis Osterholz. Die Station organisiert Umweltbildungsmaßnahmen, ist Sitz der Aktion Moorschutz, bietet landschaftskundliche Vorträge und Exkursionen an und die BioS Ökologische Gutachten erstellt Umweltstudien für verschiedene öffentliche und private Auftraggeber mit einer Außenstelle auf der ostfriesischen Insel Norderney. Ihren Sitz hat die Station in der unter Denkmalschutz stehenden Mühle von Rönn.

## Geschichte
Der Verein wurde 1985 von den örtlichen Naturschutzgruppen des BUND und DBV (heute NABU) und engagierten Einzelpersonen gegründet. Ihren regionalen Schwerpunkt hat die BioS im Gebiet des Teufelsmoors, von Worpswede und dem Landkreis Osterholz. Durch die langjährige Erfassungsarbeit verschiedener Artgruppen erwarb sich die BioS eine große regionale und methodische Kompetenz. Mitarbeiter von BioS arbeiteten u. a. an dem bundesweit eingesetzten Buch Methodenstandards zur Erfassung der Brutvögel Deutschlands mit.

## Trägerschaft
Die Station wird von einem Trägerverein getragen. In diesem Trägerverein sind 15 Vereine Mitglieder. Es handelt sich um Aktionsgemeinschaft Bremer Schweiz, BUND-Kreisgruppe Osterholz, BUND-Landesverband Bremen, Heimatverein Ritterhude, Arbeitsgemeinschaft zur Förderung angewandter biologischer Forschung (IFaB), Volkshochschule Osterholz-Scharmbeck / Hambergen, Initiative Teufelsmoor, Imkerverein Osterholz-Scharmbeck(IVOhz), NABU-Kreisgruppe Osterholz und die NABU-Ortsgruppen Osterholz-Scharmbeck; Ritterhude, Hambergen, Lilienthal, Schwanewede, Worpswede. Andere Vereine und Privatpersonen können nur Fördermitglieder, ohne Stimmrecht, im Verein werden.

## Aufgaben
Die Station hat ein breites Aufgabenspektrum.
Landschafts-, Arten- und Biotopschutz
- Betreuung von Schutzgebieten im Landkreis Osterholz
- Entwicklung und Begleitung von Programmen der Naturschutzverbände und Gemeinden zur Förderung spezieller Lebensräume (z. B. Moore, Gewässer, Obst- und Feuchtwiesen)
- Betreuung und Pflege ausgewählter Einzelflächen (z. B. Orchideenwiesen, Stillgewässer) und Durchführung gezielter Maßnahmen zum Artenschutz (z. B. Krötenschutzzäune)
- Fachliche Beratung und Unterstützung von Privatpersonen, Initiativen, Verbänden und Kommunen

Umweltbildung
- außerschulischer, erlebnisorientierter Unterricht und Entdeckungsreisen in die Natur für Kinder
- Fortbildungen für Lehrer und Erzieher
- Vorträge und Exkursionen in Moor, Marsch und Geest

Sie ist Sitz
- des Regionalen Umweltbildungszentrums (RUZ),
- der Koordinationsstelle für naturschutzfachliche Verbandsbeteiligung (KnV),
- des Gutachtenbüros (BIOS – Gutachten für ökologische Bestandsaufnahmen, Bewertungen und Planung) und
- der Aktion Moorschutz.

## Schutzgebietsbetreuung
Seit 1987 betreute die BioS zunächst das NSG „Breites Wasser“, „Torfkanal und Randmoore“ und die „Truper Blänken“. Dies lief über einen ehrenamtlichen Betreuungsauftrag mit der Bezirksregierung Lüneburg. Im Oktober 1995 wurde der Betreuungsvertrag auf 12, ab 1998 auf 13, Naturschutzgebiete im Landkreis Osterholz ausgedehnt. Diese Arbeiten wurden mit einem jährlichen Zuschuss des Landes honoriert. Dabei war der Kern der Gebietsbetreuung ein Monitoring der jeweils charakteristischen und wertgebenden Artengruppen. BioS war auch für die Öffentlichkeitsarbeit in den betreuten Gebieten zuständig. Es wurden von BioS zahlreiche Informationstafeln errichtet. Für insgesamt neun Naturschutzgebiete wurde jeweils ein Info-Faltblatt erstellt. Es wurden Pflege- und Entwicklungspläne für verschiedene Naturschutzgebiete erstellt. Nach dieser langjährigen intensiven Phase der Untersuchungen und Beobachtung der Gebiete fasste die BioS ihre Kenntnisse 2009 in einem Gesamtbericht zusammen.
Seit 2010 gibt es einen neuen Vertrag mit dem Landkreis Osterholz, der vom Land Niedersachsen finanziert wird. BioS soll insbesondere Maßnahmen für die besonders seltenen und gefährdeten Arten, insbesondere die im Anhang der Naturschutzrichtlinien der EU aufgeführten Arten und Lebensgemeinschaften, ergreifen.

## Regionales Umweltbildungszentrum (RUZ)
Seit ihrer Gründung 1985 wird Umweltbildung in der BioS betrieben. BioS hat es sich zur Aufgabe gemacht neben dem klassischen Naturschutz den Menschen in der Region die Natur und Umwelt vor ihrer Haustür näher zu bringen. 1993 wurde BioS ein vom niedersächsischen Kultusministerium anerkanntes Umweltbildungszentrum. An der Umweltbildung von BioS nehmen jährlich über 7.000 Menschen teil. Bios bietet ein umfangreiches Programm für Kindergärten und Schulen aller Stufen. Es finden ferner Lehrerfortbildungen, Vorträge und Führungen für Erwachsene statt.
Ein Schwerpunkt ist die Aktion Essen von Hier. Dabei waren und sind Themen Apfelsaft von der Streuobstwiese, Müsli in der Mühle, Kartoffeln pflanzen, ernten und essen, Honig ernten und verzehren, Milch und Eier vom Hof, Selbstgemachtes Eis für Schleckermäuer und Rund ums Huhn.

## Koordinationsstelle für naturschutzfachliche Verbandsbeteiligung (KnV)
Seit 2000 ist BioS Koordinationsstelle für naturschutzfachliche Verbandsbeteiligung (KnV) im Landkreis Osterholz. Die KnV koordiniert für die im Kreis aktiven Naturschutzverbänden die Verbandsbeteiligung bei umweltrelevanten Planungen. Dies sind im Kreis Osterholz die BUND Kreisgruppe Osterholz, Kreisjägerschaft Osterholz, Landessportfischerverband Niedersachsen e.V., Bezirk 18, Aktion Fischotterschutz, NABU Kreisgruppe Osterholz, Schutzgemeinschaft Deutscher Wald LV Nds., Freunde Worpswedes, Heimatverein Platjenwerbe und Aktionsgemeinschaft Bremer Schweiz.
Die Pflicht zur Verbandsbeteiligung der Natur- und Umweltschutzverbände ergibt sich aus dem Bundesnaturschutzgesetz (§ 63 BNatSchG) und dem Niedersächsischen Ausführungsgesetz zum Bundesnaturschutzgesetz (§ 38 NagBNatSchG). Darüber hinaus beteiligen Verwaltung, Antragsteller und Politik die KnV häufig auch freiwillig an verschiedenen Planungsvorhaben. Bei der Verbandsbeteiligung erhalten die rechtlich anerkannten Verbände bzw. Vereine die Planunterlagen von Rechtsetzungs-, Planungs- und Verwaltungsverfahren und können durch eine Stellungnahme mitwirken. Die Koordinationsstelle soll bei den differenzierten und komplexen Planungsverfahren die Stellungnahmen der verschiedenen Vereine koordinieren. Dadurch soll bei gestiegenen zeitlichen und inhaltlichen Anforderungen die ehrenamtlich tätigen Naturschutzvereine unterstützt, Synergieeffekte der verschiedenen Vereine genutzt, die Qualität der Stellungnahmen verbessert und das Beteiligungsverfahren beschleunigt werden.

## Gutachten
Seit 1989 übernimmt BioS Planungen und gutachterlichen Bewertungen von Natur und Landschaft für Behörden und die Privatwirtschaft. Es werden von umfassenden Schutz- und Entwicklungskonzepten bis zu differenzierte Eingriffsplanungen übernommen. Von BioS werden Erhebungen planungsrelevanter Daten wie Biotoptypen, Flora und Vegetation, Fauna und Tierökologie, Landschaftsbild, Nutzungen, Boden, Wasser und Luft durchgeführt. Es werden Erfolgskontrolle bei Maßnahmen und ein Monitoring von Schutzgebieten angeboten. Für Schutzgebiete werden Schutz-, Pflege- und Entwicklungskonzepte bzw. Pläne erstellt. Umweltverträglichkeitsuntersuchungen bzw. -studien werden übernommen. Eingriffsregelung und Landschaftspflegerische Begleitpläne bei Planungen können gemacht werden. Auch Planungen zur naturverträglichen Entwicklung von Erholungsnutzungen werden übernommen. BioS übernimmt die Steuerung von Projekten als auch die Durchführung von Einzelaspekten. Komplexe und umfangreiche Planungsvorhaben werden mit externen Mitarbeitern sowie in Kooperation mit Planungsbüros durchgeführt.

## Aktion Moorschutz
In der BioS hat die Aktion Moorschutz ihren Sitz. In dem überverbandlichen Zusammenschluss zum Moorschutz in Niedersachsen sind neben BioS der BUND Bremen, BUND Niedersachsen, die Manfred-Hermsen-Stiftung und der NABU Niedersachsen zusammengeschlossen.

## Publikationen (Auswahl)
- Dachverband Deutscher Avifaunisten: Methodenstandards zur Erfassung der Brutvögel Deutschlands. ISBN 3-00-015261-X
- Kulp, H.-G. (1995): Der Weyerberg und das Teufelsmoor – ein landschaftsökologischer Führer. Verlag Simmering, Lilienthal. 192 S.
- Kulp, H.-G. (2011a): Die Natur des Teufelsmoores. in: “Die Findorff-Siedlungen im Teufelsmoor bei Worpswede – ein Heimatbuch” Edition Temmen, Bremen. S. 11–40.
- Kulp, H.-G. (2011b): Die Zukunft des Teufelsmoores – das Dilemma seiner Nutzung von Findorff bis heute. in: “Die Findorff-Siedlungen im Teufelsmoor bei Worpswede – ein Heimatbuch” Edition Temmen, Bremen. S. 263–270.